# Baukje Vellekoop
Baukje Vellekoop (Rotterdam, 20 september 1943 – Amersfoort, 22 september 2015) was een Nederlands muziekpedagoog.
Ze was dochter van Gerrit Vellekoop en Sipkje Haagberg, beiden musici betrokken bij Arbeiders Jeugd Centrale (AJC). Zelf trouwde ze in 1966 met Adriaan Jacob Colpaart.
Vellekoop studeerde aan het Conservatorium van Amsterdam waar ze diverse muziekinstrumenten leerde bespelen als ook Algemeen Vormend Muziekonderwijs. Er volgde geen podiumloopbaan, maar ze ging net als haar vader richting de muziekpedagogie. Ze begon haar werkzaamheden vanaf 1968 aan de net opgerichte Muziekschool Leusden. Ze was vervolgens jarenlang als muziekconsulente (kunstzinnige vorming schooljeugd 1980 tien jaar) verbonden aan de gemeente Soest. Ze was één van der eersten die deze functie ging bekleden als ambtenaar; ze bracht de muziek meer onder de aandacht van openbare lagere scholen en het bijzonder onderwijs. In eerste instantie gaf zij zelf ook les, maar de organisatorische kant nam in de loop der jaren een vlucht, zodat ze met lesgeven moest stoppen. In 1980 organiseerde ze een concert waarop afvalinstrumenten bespeelt werden; de instrumenten waren binnen de gemeente Soest in het grof-vuil teruggevonden. In 1983 had ze dezelfde functie, maar dan bij "Regionale Muziekschool Amersfoort".
Ze stapte in 1984 over naar een grotere organisatie op haar gebied, afdeling onderwijs binnen het Landelijk Ondersteuningsinstituut voor Kunstzinnige Vorming (LOKV). Vanaf 1990 was ze er adjunct-directeur en vanaf juni 1991 directeur.  Ze gaf er tot 1998 leiding aan. Ondertussen werkte ze ook mee aan radioprogramma’s op het gebied van muziekeducatie, startte schoolconcerten op etc. Ook schreef ze kinderliedjes (bijvoorbeeld En de bijen zoemen in het rond; De spin wiedewin en Au, au au). In 2003 werkte ze mee aan een symposium in Tilburg. Voorts werkte ze mee aan publicaties van haar vader.